# Street Fighter X Tekken
Street Fighter X Tekken – gra komputerowa z gatunku bijatyk, wyprodukowana i wydana w 2012 roku przez Capcom. Jest ona połączeniem uniwersów Street Fighter oraz Tekken, nawiązując do gier Super Street Fighter 4: Arcade Edition oraz Tekken 6. Będąca pretekstem do właściwej akcji fabuła traktuje o walce sił dobra i zła o tajemniczy obiekt pożądania zwany Pandorą.
Gracz steruje dwiema postaciami znanymi z obu serii bijatyk. Każdy gracz wybiera dwie postacie, których działania konfiguruje w ataku i w obronie. Każdy z bohaterów posiada specjalne umiejętności bojowe, tzw. Cross, które służą do zwiększenia obrażeń zadanych przeciwnikowi.